# Parallelia pentagonalis
Parallelia pentagonalis là một loài bướm đêm trong họ Erebidae.